# オダイ・アル・サイフィ
オダイ・アル・サイフィ（アラビア語: عدي الصيفيオダイ・アッ＝サイフィー、Odai Al-Saify、1986年5月26日 - ）はヨルダンのサッカー選手。クウェートのアル・カーディシーヤ・クウェート所属。ポジションはMF。サッカーヨルダン代表。AFCアジアカップ2011にも出場した。
2013年3月に行なわれた2014 FIFAワールドカップ・アジア最終予選の日本戦（アンマン）で、ハーフタイム中にから首切りポーズなど日本を挑発する行為を行い、日本の監督であるアルベルト・ザッケローニに詰め寄られ、試合終了後も香川真司に執拗にユニフォーム交換を求め、受け取ったユニフォームを持ってスタンドの観客へ向かい、再び首切りポーズを行った。